# Lassana Diarra
Lassana Diarra (Párizs, 1985. március 10. –) francia válogatott labdarúgó. Posztja védekező középpályás, de jó teljesítmény tud nyújtani jobb oldali védőként is. Spanyolországban "Lass" néven ismerik, hogy ne keverjék össze korábbi csapata másik játékosával, Mahamadou Diarrával

## Karrier

### Kezdetek
Pályafutása nem indult gördülékenyen. Először az FC Nantes-náltalálták túl alacsonynak és könnyűnek. Mindössze 170 cm és 57 kg volt ekkor. A Le Mans-nál sem igazán látták benne a tehetséget, nem törődtek vele, ekkor komolyan felmerült benne, hogy a pályafutásának itt lesz vége.

### Le Havre
Profi karrierjét a Le Havre AC-nál kezdte. Teljesítménye nyomán egyre többen felfigyeltek rá, hatékony játékának köszönhetően a francia U21-es válogatottba is meghívót kapott. A Le Havre játékosaként kapta egyébként "az új Makelélé" nevet. Nem meglepő tehát, hogy hamarosan a Chelsea FC is bejelentkezett érte. Claude Makélélé utódját már régóta keresik a londoni kékeknél, 2005 júliusában 1 millió angol fontnak megfelelő összegért le is szerződtették Lasst.

### Chelsea
Azonnal a felnőtt kerethez irányították, azonban nem kapott túl sok játéklehetőséget tétmérkőzésen. 2005 októberében egy Bajnokok Ligája mérkőzésen debütált csereként, a Chelsea a Stamford Bridge-en verte a Real Betist 4-0 arányban. Az első csapatban nem sikerült stabil helyet kiharcolnia, Makélélé azonban jó hatással volt rá, rengeteget tanult tőle. A tartalékcsapatban magabiztos játékot mutatott, José Mourinho pedig néha fel-felvitte a nagyok közé. Kupameccsen a Huddersfield ellen a mezőny egyik legjobbjaként kivívta a csapattársak, a média és a klubvezetés elismerését egyaránt. Az utolsó két bajnoki fordulóban kezdőként végig a pályán volt a Blackburn és a Newcastle ellen, igaz, ekkor a portugál tréner már rotálta játékosait.
A 2005/2006-os év legjobb fiatal tehetségének választották a Chelsea-nél. A következő idényben a csapatot sújtó sérüléshullám miatt gyakrabban kellett jobbhátvédet játszania. A Blackburn, a Charlton és a Middlesbrough ellen végigjátszotta a mérkőzést, feladatát remekül látta el. Szerepelt a Millennium Stadionban az Arsenal elleni győztes Ligakupa-döntőn is. 2007 nyarán olyan hírek láttak napvilágot, hogy a több játéklehetőség miatt az Arsenalhoz szerződik. Mivel 2008 januárjában lejárt volna a szerződése és a Chelsea sem ragaszkodott hozzá, elengedte a francia játékost, mielőtt ingyen igazolhatóvá vált volna. Az átigazolási időszak utolsó napján Lass aláírt az Arsenalhoz.

### Arsenal
Az vételárat nem hozták nyilvánosságra. Fredrik Ljungberg korábbi mezszámát, a 8-ast kapta. Nem titkoltan Arséne Wenger személye és az Arsenal játékstílusa miatt döntött Lass az ágyúsok mellett. Wenger multifunkcionális játékost látott benne, nagy erőssége lehetett volna a csapatának. Sok lehetőséget ennek ellenére nem kapott. Csak a Bajnokok Ligájában a Sevilla elleni csoportmérkőzésen debütált a végén csereként, majd a Ligakupában a Newcastle ellen játszhatott. A Premier Leagueben az Aston Villa ellen szerepelhetett először. Posztján Mathieu Flamini élvezett elsőbbséget, a túl kevés szereplés miatt egyre türelmetlenebbé vált, majd 2008 januárjában a váltásra is sor került: bár a Manchester City és a Tottenham is szívesen látta volna soraiban, a Portsmouth együtteséhez igazolt, a pletykák szerint öt és félmillió font körüli árért, de a valós összeget hivatalosan itt sem közölték.

### Portsmouth
Január 17-én írta alá új szerződését, célul tűzte ki, hogy minél több időt töltsön a pályán, hogy beválogassák az Európa-bajnokságra. A Derby ellen a Fratton Park-beli 3-1-es győzelem alkalmával már játszhatott, új csapatában a 6-os mezszámot kapta. Az FA kupa negyedik fordulójában a Plymouth Argyle kapujába betalált, első angol bajnoki gólját pedig a Bolton-nak rúgta. A kupában minden mérkőzést végigjátszott, beleértve a döntőt, amelynek végén az ő csapata vehette át a trófeát. Bekerült a franciák Eb-keretébe; ez, és a kupagyőzelem is őt igazolta: érdemes volt eljönnie az Arsenalból. A Community Shield-et azonban a Manchester United vitte el a Portsmouth orra elől, a hosszabbítás utáni büntetőrúgásoknál például pont Lass hagyta ki az elsőt. Szeptemberben ő szerezte a Pompey első gólját jelentősebb nemzetközi kupában, tíz nappal később pedig első piros lapját szedte össze a Tottenham ellen. Tizenegy hónappal azután, hogy a Fratton Parkba érkezett, klubja elfogadta a Real Madrid ajánlatát, 2009. január elseje óta pedig Lassana Diarra hivatalosan is a Real Madrid játékosa. 18,88 millió fontért jött létre az üzlet, négy és fél évre kötelezte el magát a királyi gárdához.

### Real Madrid
A hosszú időre kidőlt Mahamadou Diarra helyére érkezett, a bajnokságban pedig megkapta a mali válogatott középpályás mezszámát. Mezén a Lass becenév szerepel, így könnyebb eldönteni bármilyen környezetben, hogy melyikükről van szó. Juande Ramos őt nevezte Huntelaar-ral szemben a Bajnokok Ligájába, ott a 39-es számot kapta. Ha ő pályán volt a Real Madridban, alig kapott gólt a bajnokságban a csapat, a BL-ből azonban kettős vereséggel búcsúzott. Nagyfokú biztonságot nyújt a madridi középpályának, és első évében sárga lapot is alig-alig kapott.
A 2009-10-es szezon elején megkapta a 10-es mezszámot, a klubtól elköszönő Wesley Sneijdertől, amelyet ritkán láthatunk védekező típusú játékoson, de korábbi csapattársa William Gallas is ezt viseli középső védő létére. A második évében első gólját a nyitányon a Deportivo ellen szerezte, ami később győztes gólnak bizonyult a 3–2-re végződött mérkőzésen. Diarra a Real Madrid egyik legfontosabb játékosává nőtte magát és az emberek gyakran úgy emlegetik mint a 2. Makélélét. 2010. május 25-én sarlósejtes vérszegénységet diagnosztizáltak nála, amely miatt nem vehetett részt a vb-n a francia válogatottal s ezzel veszélybe került pályafutása.

## A nemzeti csapatban

### U21-es válogatott
Nyolc alkalommal szerepelhetett a francia U21-es válogatottban. Legemlékezetesebb ezek közül minden bizonnyal az Anglia elleni EB-selejtező play-off még 2005 novemberéből. Összesítésben 2-2 volt az állás, ami a hosszabbítást jelentette volna. Néhány perccel a vége előtt Lass szerzett labdát az angolok tizenhatosán belül. Kieran Richardson már csak szabálytalanul tudta megállítani, a megítélt büntetőt Jimmy Briand értékesítette, így a franciák jutottak ki az EB-re. Faubert-rel és Lass-szal a fedélzeten az elődöntőig jutottak, ahol a későbbi győztes Hollandia állította meg őket, Klaas-Jan Huntelaar vezérletével.

### Felnőttválogatott
A felnőttválogatott mezét 2007. március 24-én ölthette magára először Litvánia ellen, a mérkőzést végigjátszotta. Raymond Domenech számított rá az osztrák-svájci közös rendezésű Európa-bajnokságon is, míg például Mathieu Flaminire nem. A gallok leszereplését azonban a padról nézte végig. Makélélé válogatottól való visszavonulásával gyakorlatilag övé a védekező középpályás posztja a francia tizenegyben.

## Karrier statisztika
(2012. február 4. szerint)
| Klub               | Szezon             | Liga  | Liga  | Liga  | Kupa  | Kupa  | Kupa  | Nemzetközi Kupa | Nemzetközi Kupa | Nemzetközi Kupa | Összesen | Összesen | Összesen |
| Klub               | Szezon             | Mérk. | Gólok | Gólp. | Mérk. | Gólok | Gólp. | Mérk.           | Gólok           | Gólp.           | Mérk.    | Gólok    | Gólp.    |
| ------------------ | ------------------ | ----- | ----- | ----- | ----- | ----- | ----- | --------------- | --------------- | --------------- | -------- | -------- | -------- |
| Le Havre           | 2003–04            | 0     | 0     | 0     | 0     | 0     | 0     | 0               | 0               | 0               | 0        | 0        | 0        |
| Le Havre           | 2004–05            | 29    | 0     | 0     | 0     | 0     | 0     | 0               | 0               | 0               | 29       | 0        | 0        |
| Le Havre           | Összesen           | 29    | 0     | 0     | 0     | 0     | 0     | 0               | 0               | 0               | 29       | 0        | 0        |
| Chelsea            | 2005–06            | 3     | 0     | 0     | 2     | 0     | 0     | 2               | 0               | 0               | 7        | 0        | 0        |
| Chelsea            | 2006–07            | 10    | 0     | 0     | 8     | 0     | 0     | 5               | 0               | 1               | 23       | 0        | 1        |
| Chelsea            | Összesen           | 13    | 0     | 0     | 10    | 0     | 0     | 7               | 0               | 1               | 30       | 0        | 1        |
| Arsenal            | 2007–08            | 7     | 0     | 0     | 3     | 0     | 0     | 3               | 0               | 0               | 13       | 0        | 0        |
| Arsenal            | Összesen           | 7     | 0     | 0     | 3     | 0     | 0     | 3               | 0               | 0               | 13       | 0        | 0        |
| Portsmouth         | 2007–08            | 12    | 1     | 0     | 5     | 1     | 0     | 0               | 0               | 0               | 17       | 2        | 0        |
| Portsmouth         | 2008–09            | 12    | 0     | 0     | 1     | 0     | 0     | 2               | 1               | 0               | 15       | 1        | 0        |
| Portsmouth         | Összesen           | 24    | 1     | 0     | 6     | 1     | 0     | 2               | 1               | 0               | 32       | 3        | 0        |
| Real Madrid        | 2008–09            | 19    | 0     | 3     | 0     | 0     | 0     | 2               | 0               | 0               | 21       | 0        | 3        |
| Real Madrid        | 2009–10            | 23    | 1     | 1     | 1     | 0     | 0     | 6               | 0               | 0               | 30       | 1        | 1        |
| Real Madrid        | 2010–11            | 26    | 0     | 2     | 3     | 0     | 1     | 10              | 0               | 1               | 39       | 0        | 4        |
| Real Madrid        | 2011–12            | 15    | 0     | 0     | 4     | 0     | 0     | 3               | 0               | 0               | 22       | 0        | 0        |
| Real Madrid        | Összesen           | 83    | 1     | 6     | 8     | 0     | 1     | 21              | 0               | 1               | 112      | 1        | 8        |
| Karrierje összesen | Karrierje összesen | 156   | 2     | 6     | 27    | 1     | 1     | 33              | 1               | 2               | 216      | 4        | 9        |

## Játékstílus
Védekezésben rendre nagyszerű teljesítményt nyújt, rengeteg labdát szerez, jól csúszik be és kiválóan helyezkedik. A pálya bármely pontján képes feltűnni és elvenni szerelni az ellenfelet. Kevés labdát ad el; passzai és ívelése általában célba érnek. Másik hatalmas erénye még az, hogy kevés lapot kap. De támadásban van még hová fejlődnie. Kevés gólt szerez, habár nem ez az elsődleges feladata. Labdaszerzés után, ha megpróbál egyedül megindulni ritkán jut tovább az első védőnél. Fejjátéka sem mondható erősnek, habár hozzá kell tenni, hogy csak 170 cm magas.

## Eredményei
- Angol ligakupa-győztes (2007, Chelsea)
- FA Kupa-győztes (2007, Chelsea; 2008, Portsmouth)
- Angol bajnoki ezüstérmes (2007, Chelsea)
- Community Shield döntős (2008, Portsmouth)
- Spanyol bajnoki ezüstérmes (2009, Real Madrid)
- U21-es EB-bronzérmes (2006)
- La Liga Győztes (2011-2012, Real Madrid)
- Copa del Rey Győztes (2010-2011, Real Madrid)

## Fordítás
- Ez a szócikk részben vagy egészben  a   Lassana Diarra című angol Wikipédia-szócikk fordításán alapul.  Az eredeti cikk szerkesztőit annak laptörténete sorolja fel. Ez a jelzés csupán a megfogalmazás eredetét és a szerzői jogokat jelzi, nem szolgál a cikkben szereplő információk forrásmegjelöléseként.